# Névery György
Névery György (Néver, 1761. április 23. - Gúta, 1836. július 23.) széki táblai esküdt, plébános, esperes, levéltáros.

## Élete
1786-ban a pozsonyi generális szemináriumban végezte a teológiát. 1787-ben az épp feloszlatott pálosok nagyszombati Szent József templomában, 1788-ban pedig Pozsonyban volt. Előbb az esztergomi helytartóság levéltárosa, majd titkára volt. 1790. július 24-től gútai plébános lett, 1810-től pedig komáromi esperes.
Pozsony és Esztergom vármegyékben táblabírói ülnök (esküdt) volt, illetve a léli és komáromfüssi egyházi nemesi székben is. Jelölték esztergomi kanonoknak is.